# Nautia
Nautia is een geslacht van rechtvleugeligen uit de familie Romaleidae. De wetenschappelijke naam van dit geslacht is voor het eerst geldig gepubliceerd in 1878 door Stål.

## Soorten
Het geslacht Nautia omvat de volgende soorten:
- Nautia atrata Rowell, 2012
- Nautia ayapelana Descamps, 1978
- Nautia conspersipes Bruner, 1907
- Nautia costaricensis Descamps, 1978
- Nautia crassipes Descamps, 1978
- Nautia flavosignata Stål, 1878
- Nautia meridionalis Descamps, 1978
- Nautia panamae Descamps, 1978